# Norma Sanger
Norma Sanger, właśc. Norma Marcelina (ur. 3 grudnia 1934 / 1936 w Passo, zm. 16 kwietnia 1990 w Dżakarcie) – indonezyjska piosenkarka, znana z przeboju „Gembala Sapi”. Szczyt jej kariery przypadł na lata 50. XX w.
Jej mężem był piosenkarz Ping Astono.

## Życiorys
Urodziła się w 1936 (lub 1934) w Passo (kecamatan Kakas, 40 km od miasta Manado).
Śpiewem zainteresowała się w wieku 8 lat. W 1953 zajęła drugie miejsce w konkursie Bintang Radio w kategorii seriosa (śpiewu klasycznego). W latach 1955–1968 została kilkukrotną laureatką nagrody głównej.
Jej największym przebojem stała się piosenka dla dzieci pt. „Gembala Sapi”, popularyzowana również przez innych wykonawców.
Występowała za granicą. W 1967 wyjechała do Singapuru, a w okresie od 1968 do 1970 pracowała w Wietnamie Południowym. W 1974 wyjechała do Korei Południowej. W trakcie swojej kariery zagrała też w kilku filmach.
Zmarła w 1990 w szpitalu RS Cipto Mangunkusumo w Dżakarcie.